# Macdonald Carey
Edward Macdonald Carey, född 15 mars 1913 i Sioux City, Iowa, död 21 mars 1994 i Beverly Hills, Los Angeles, Kalifornien, var en amerikansk skådespelare. Han är bland annat känd för sin roll som Dr. Tom Horton i TV-serien Våra bästa år, en roll han kom att spela i nära tre årtionden. 
Han är far till Lynn Carey och Theresa Baskauskas och morfar till Aras Baskauskas.
Han dog i lungcancer 1994.

## Filmografi i urval

### TV-serier
- 1959 - Alfred Hitchcock presenterar
- 1964 - The Bing Crosby Show
- 1966 - Lassie
- 1967 - Bewitched
- 1977 - Rötter
- 1974-1977 - Police Story
- 1978 - The Hardy Boys/Nancy Drew Mysteries
- 1979-1981 - Fantasy Island
- 1986-1987 - Mord och inga visor
- 1965-1993 - Våra bästa år

### Filmer
- 1942 – Till sista man
- 1956 - Gangstern
- 1958 - Gunfighter
- 1959 - Äventyr på de sju haven
- 1962 - Djävulens agent
- 1962 - Stranglehold
- 1963 - ...de kallblodiga
- 1963 - Vi der går lägevejen
- 1980 - American Gigolo
- 1987 - Det lever ännu
- 1992 - A Message from Holly